# Гавин, Сергей Владимирович
Сергей Владимирович Гавин (род. 18 июля 1953 года, Москва, РСФСР, СССР) — советский и российский художник, член-корреспондент Российской академии художеств (2012).

## Биография
Родился 18 июля 1953 года в Москве, где живёт и работает.
В 1972 году — окончил Московское художественно-промышленное училище (сейчас Московская художественно-промышленная академия имени С. Г. Строганова).
В 1977 году — окончил художественно-графический факультет Московского государственного педагогического института (сейчас Московский педагогический государственный университет).
С 1984 года — член Союза художников СССР, России, член Московского Союза художников.
С 2008 года — доцент, с 2009 года — профессор кафедры «Дизайн-текстиль» МГХПА имени С. Г. Строганова.
Член правления Ассоциации художников декоративных искусств Московского Союза художников, член окружной рабочей группы по получению премии Правительства Москвы.
В 2012 году — избран членом-корреспондентом Российской академии художеств от Отделения декоративных искусств.

## Творческая деятельность
Избранные произведения: гобелен «Поэзия» (1980), гобелен «Москва праздничная» (1982), антрактно-раздвижной занавес в Кукольном театре города Бишкек (1982), гобелен «Тишина» (1991), диптих «Музыка» (1998), гобелен «Заповедный край» (2004), гобелен «Проект реставрации» (2007), занавес в актовом зале МГХПА имени С. Г. Строганова, гобелен «Аве вита» (1992), гобелен «Чистое небо» (2012).
Произведения представлены в музеях России, за рубежом и в частных коллекциях.

## Награды
- Заслуженный художник Российской Федерации (2008)[2]